# レイネソセラス
レイネソセラス（学名 : Reynesoceras）は、前期ジュラ紀の後期プリンスバッキアンに生息していたアンモナイトの属。この属はプロダクティリオセラス、あるいはセトノセラスから進化した。ダクティリオセラス（エオダクティリテス）は、おそらくこの属から進化したとされている。アヴェロニセラスは、この属のマクロコンクの名である。その化石はヨーロッパ、北アフリカ、アジア、北アメリカ、南アメリカで発見された。

## 説明
この属のアンモナイトの殻は、窪んだ渦の断面と単一の粗い肋を持っていた。肋はを横切るが、他のダクティリオセラス科によく見られる分岐はない。また、結節がないのもトクリテスと異なる点である。

## 分布
ブリティッシュコロンビア、チリ、ハンガリー、イタリア、モロッコに分布していた。